# Grand sérail de Beyrouth
Le grand sérail de Beyrouth est un édifice construit en 1853, près des thermes romains, et qui servit d'abord de caserne ottomane avant de devenir le siège du vilayet de Beyrouth en 1917, puis du Haut-commissariat français et enfin la résidence du Premier Ministre libanais après l'indépendance,.
Les explosions du 4 août 2020 ont eu lieu à 2 km de l'édifice et lui ont causé de sérieux dommages. L'épouse du Premier ministre Hassan Diab et leur fille sont légèrement blessées, tandis que sa conseillère à la santé, Pétra Khoury, est hospitalisée.